# Josef Burg (Schriftsteller)
Josef Burg (ukrainisch Йосиф Кунович Бург Jossyf Kunowytsch Burg; jiddisch יוסף בורג; * 30. Mai 1912 in Wischnitz (Bukowina, Österreich-Ungarn); † 10. August 2009 in Czernowitz (Ukraine)) war einer der letzten Schriftsteller jiddischer Muttersprache. Er verfasste Erzählungen, Skizzen und Kurzgeschichten.

## Leben und Werk
Josef Burg verbrachte seine ersten Lebensjahre in Wischnitz als Sohn eines jüdischen Flößers. Als er zwölf Jahre alt war, siedelte die Familie in die Hauptstadt der Bukowina, nach Czernowitz, über. Er besuchte die Schulen und bildete sich als Lehrer am 1919 gegründeten Jüdischen Schulverein aus. Von 1935 bis 1938 studierte er Germanistik an der Universität Wien. Nach dem Anschluss Österreichs musste er Wien verlassen. Von 1938 bis 1941 hielt er sich erneut in Czernowitz auf, floh jedoch 1941 vor der anrückenden Wehrmacht nach Samarkand (Usbekistan). Seit 1959 lebte er wieder in Czernowitz, zuerst als Lehrer und dann als freier Schriftsteller.
1934 brachte er seine erste Erzählung Oifn splaw (Auf dem Floß) heraus. Bis 1940 folgten zwei weitere Werke. Danach war seine Schriftstellerkarriere für vierzig Jahre unterbrochen. Erst ab 1980 konnte er wieder Bücher veröffentlichen. Sie wurden außer ins Deutsche ins Russische, Polnische, Ukrainische und Englische übersetzt. Burgs Hauptanliegen war es, die Erinnerung an die jiddische Literatur zu erhalten. Die von ihm herausgegebenen Tschernowizer bleter sollten dazu beitragen.

## Auszeichnungen
- Großes Bundesverdienstkreuz
- 1997: Ehrenbürger von Czernowitz
- 2002: Goldene Medaille für Verdienste um die Republik Österreich
- 2007: Österreichisches Ehrenkreuz für Wissenschaft und Kunst I. Klasse
- 2009: Theodor-Kramer-Preis

## Werke
- 1934: Ojfn ssplaw.
- 1939: Ojfn tschermusch. (dt. Auf dem Czeremosz. Erzählungen. Hans Boldt Verlag,  Winsen/Luhe 2005, ISBN 3-928788-50-7).
- 1940: Ssam (dt. Gift. Zwei Erzählungen. Hans Boldt Verlag,  Winsen/Luhe 2005, ISBN 3-928788-51-5).
- 1980: Doss lebn gejt wajter. Derzeilungen, Nowelen, Skizen – Das Leben geht weiter. Erzählungen, Novellen, Skizzen. Sowetski Pissatel.
- 1983: Iberuk fun tsajtn. Sowetski Pissatel.
- 1988: Ein Gesang über allen Gesängen. Erzählungen und Skizzen.
- 1990: A farschpetikter echo.
  - Deutsche Ausgabe: Ein verspätetes Echo. A farschpetikter echo. Aus dem Jiddischen übersetzt von Andrej Jendrusch, Beate Petras und Armin Eidherr.  Mit einem Nachwort von Verena Dohrn. P. Kirchheim Verlag, München 1999, ISBN 978-3-87410-075-5.
- 1997: Zwej weltn.
- 1997: Zewikelte stetschkess. (ukrainische Originalausgabe)
- 2000: Irrfahrten. Boldt, ISBN 3-928788-35-3 (Interview mit Michael Martens)
- 2004: Sterne altern nicht. Ausgewählte Erzählungen. Boldt, ISBN 3-928788-45-0. Rimbaud, Aachen 2011, ISBN 978-3-89086-472-3.
- 2005: Dämmerung. Erzählungen. (Aus dem Jiddischen von Beate Petras.) Hans Boldt Verlag, Winsen/Luhe, ISBN 3-928788-54-X.
- 2006: Mein Czernowitz. Winsen/Luhe: Hans Boldt Verlag, ISBN 3-928788-55-8.
- 2006: Begegnungen. Eine Karpatenreise. (Aus dem Jiddischen von Beate Petras.) Hans Boldt Verlag,  Winsen/Luhe, ISBN 3-928788-57-4.
- 2007: Über jiddische Dichter. Erinnerungen. (Aus dem Jiddischen von Beate Petras und Armin Eidherr.) Hans Boldt Verlag,  Winsen/Luhe, ISBN 3-928788-60-4.
- 2008: Ein Stück trockenes Brot. Ausgewählte Erzählungen. (Aus dem Jiddischen von Beate Petras.) Hans Boldt Verlag,  Winsen/Luhe, ISBN 978-3-928788-65-6